# Danh sách đĩa nhạc của IU
IU là một nữ ca sĩ, nhạc sĩ kiêm diễn viên người Hàn Quốc. Trong suốt sự nghiệp của mình, cô đã cho ra mắt 5 album phòng thu, 11 mini album (EP), 47 đĩa đơn (trong đó có 19 đĩa đơn với tư cách là khách mời) và 38 MV. Ngoài ra, cô cũng có các màn hợp tác và soundtracks cho chương trình truyền hình, phim điện ảnh và game online (bao gồm cả soundtrack chưa phát hành).
IU đã đạt được ba lần album vị trí thứ nhất và 18 lần bài hát vị trí thứ nhất trên Gaon Albums Chart và Gaon Singles Chart. Cô cũng có sáu lần đứng đầu bảng xếp hạng Billboard Korea K-Pop Hot 100, trở thành ca sĩ có nhiều bài hát đứng vị trí thứ nhất trên bảng xếp hạng (xem thêm Artists with the most number-ones on the Korea K-Pop Hot 100).
Kể từ khi ra mắt vào năm 2008, IU đã có hơn 1 triệu album được bán ra và 110 triệu lượt tải tại đất nước của cô (với doanh số của single collabotation, soundtrack, bài hát trong album, và bao gồm các phát hành khác), giúp cô trở thành nữ nghệ sĩ solo nữ bán chạy nhất Hàn Quốc.

## Album

### Album phòng thu
| Tựa đề                                                                                  | Thông tin | Vị trí xếp hạng cao nhất | Vị trí xếp hạng cao nhất | Vị trí xếp hạng cao nhất | Vị trí xếp hạng cao nhất | Doanh số                                | Chứng nhận       |
| Tựa đề                                                                                  | Thông tin | HQ                       | NB                       | US World                 | US Heat                  | Doanh số                                | Chứng nhận       |
| --------------------------------------------------------------------------------------- | --- | ------------------------ | ------------------------ | ------------------------ | ------------------------ | --------------------------------------- | ---------------- |
| Growing Up                                                                              | - Phát hành: 23 tháng 4 năm 2009 - Nhãn đĩa: LOEN Entertainment - Định dạng: CD, tải về, phát trực tuyến                                                        | 6                        | —                        | —                        | —                        | - HQ: 22,382                            |                  |
| Last Fantasy                                                                            | - Phát hành: 29 tháng 11 năm 2011 - Nhãn đĩa: LOEN Entertainment - Định dạng: CD, tải về, phát trực tuyến                                                       | 1                        | —                        | —                        | —                        | - HQ: 129,392                           |                  |
| Modern Times                                                                            | - Phát hành: 8 tháng 10 năm 2013 - Phát hành lại (Modern Times – Epilogue): 20 tháng 12 năm 2013 - Nhãn đĩa: LOEN Tree - Định dạng: CD, tải về, phát trực tuyến | 1                        | 69                       | 4                        | —                        | - HQ: 64,837 - NB: 3,323                |                  |
| Palette                                                                                 | - Phát hành: 21 tháng 4 năm 2017 - Nhãn đĩa: Fave - Định dạng: CD, tải về, phát trực tuyến                                                                      | 1                        | 96                       | 1                        | 25                       | - HQ: 107,452 - NB: 1,303 - Mỹ: 1,000   |                  |
| Lilac                                                                                   | - Phát hành: 25 tháng 3 năm 2021 - Nhãn đĩa: EDAM - Định dạng: CD, tải về, phát trực tuyến                                                                      | 1                        | 23                       | 9                        | 18                       | - HQ: 402,864 - NB: 2,344 - TQ: 359,373 | - KMCA: Bạch kim |
| "—" cho biết album không lọt vào bảng xếp hạng hoặc không được phát hành ở khu vực này. | |                          |                          |                          |                          |                                         |                  |

### Album tổng hợp
| Tựa đề                                   | Thông tin                                                                              | Vị trí xếp hạng cao nhất |
| Tựa đề                                   | Thông tin                                                                              | ĐL                       |
| ---------------------------------------- | -------------------------------------------------------------------------------------- | ------------------------ |
| Smash Hits                               | - Phát hành: 8 tháng 1 năm 2016 - Nhãn đĩa: Warner Music Taiwan - Định dạng: CD, DVD   | 4                        |
| Smash Hits 2 – The Stories Between U & I | - Phát hành: 18 tháng 12 năm 2018 - Nhãn đĩa: Warner Music Taiwan - Định dạng: CD, DVD |                          |

## Đĩa mở rộng
| Tựa đề                                                                                  | Thông tin | Vị trí xếp hạng cao nhất | Vị trí xếp hạng cao nhất | Vị trí xếp hạng cao nhất | Vị trí xếp hạng cao nhất | Doanh số               | Chứng nhận       |
| Tựa đề                                                                                  | Thông tin | HQ                       | NB                       | US World                 | US Heat                  | Doanh số               | Chứng nhận       |
| --------------------------------------------------------------------------------------- | --- | ------------------------ | ------------------------ | ------------------------ | ------------------------ | ---------------------- | ---------------- |
| Lost and Found                                                                          | - Phát hành: 23 tháng 9 năm 2008 - Nhãn đĩa: LOEN Entertainment - Định dạng: Tải về, phát trực tuyến, CD                                | 22                       | —                        | —                        | —                        | - HQ: 3,078            | —                |
| IU...IM                                                                                 | - Phát hành: 12 tháng 11 năm 2009 - Nhãn đĩa: LOEN Entertainment - Định dạng: Tải về, phát trực tuyến, CD                               | 7                        | —                        | —                        | —                        | - HQ: 16,708           | —                |
| Real                                                                                    | - Phát hành: 9 tháng 12 năm 2010 - Nhãn đĩa: LOEN Entertainment - Định dạng: Tải về, phát trực tuyến, CD                                | 2                        | —                        | —                        | —                        | - HQ: 92,743           | —                |
| I□U                                                                                     | - Phát hành: 14 tháng 12 năm 2011 - Nhãn đĩa: EMI Music Japan - Định dạng: Tải về, phát trực tuyến, CD                                  | —                        | 15                       | —                        | —                        | - NB: 12,000           | —                |
| Can You Hear Me?                                                                        | - Phát hành: 20 tháng 3 năm 2013 - Ngôn ngữ: Tiếng Nhật, tiếng Anh - Nhãn đĩa: EMI Music Japan - Định dạng: Tải về, phát trực tuyến, CD | —                        | 23                       | —                        | —                        | - NB: 8,500            | —                |
| A Flower Bookmark                                                                       | - Phát hành: 16 tháng 5 năm 2014 - Nhãn đĩa: LOEN Tree - Định dạng: Tải về, phát trực tuyến, CD, LP                                     | 2                        | 144                      | 14                       | —                        | - HQ: 53,879 - NB: 896 | —                |
| Chat-Shire                                                                              | - Phát hành: 23 tháng 10 năm 2015 - Nhãn đĩa: LOEN Tree - Định dạng: Tải về, phát trực tuyến, CD                                        | 2                        | —                        | 4                        | 19                       | - HQ: 66,092 - NB: 944 | —                |
| A Flower Bookmark 2                                                                     | - Phát hành: 17 tháng 10 năm 2017 - Nhãn đĩa: Fave Entertainment - Định dạng: Tải về, phát trực tuyến, CD                               | 3                        | —                        | 5                        | —                        | - HQ: 55,482 - NB: 479 | —                |
| Love Poem                                                                               | - Phát hành: 18 tháng 12 năm 2019 - Nhãn đĩa: Kakao M - Định dạng: Tải về, phát trực tuyến, CD                                          | 1                        | —                        | 10                       | 9                        | - HQ: 263,175          | - KMCA: Bạch kim |
| Pieces                                                                                  | - Phát hành: 29 tháng 12 năm 2021 - Nhãn đĩa: EDAM - Định dạng: Tải về, phát trực tuyến, CD                                             | —                        | —                        | —                        | —                        | —                      | —                |
| The Winning                                                                             | - Phát hành: 20 tháng 2 năm 2024 - Nhãn đĩa: EDAM - Định dạng: Tải về, phát trực tuyến, CD                                              | —                        | —                        | —                        | —                        | —                      | —                |
| "—" cho biết album không lọt vào bảng xếp hạng hoặc không được phát hành ở khu vực này. | |                          |                          |                          |                          |                        |                  |

## Đĩa đơn

### Đĩa đơn chính
| Tựa đề | Năm  | Vị trí xếp hạng cao nhất | Vị trí xếp hạng cao nhất | Vị trí xếp hạng cao nhất | Vị trí xếp hạng cao nhất | Vị trí xếp hạng cao nhất | Vị trí xếp hạng cao nhất | Doanh số                          | Chứng nhận       | Album                   |
| Tựa đề | Năm  | KOR                      | KOR                      | JPN                      | JPN                      |                          |                          | Doanh số                          | Chứng nhận       | Album                   |
| Tựa đề | Năm  | Gaon                     | Hot                      | Oricon                   | Hot                      | US World                 |                          | Doanh số                          | Chứng nhận       | Album                   |
| --- | ---- | ------------------------ | ------------------------ | ------------------------ | ------------------------ | ------------------------ | ------------------------ | --------------------------------- | ---------------- | ----------------------- |
| "Lost Child" (미아) | 2008 | —                        | —                        | —                        | —                        | —                        |                          | - HQ: 50,000                      |                  | Lost and Found          |
| "Boo" | 2009 | —                        | —                        | —                        | —                        | —                        |                          | —                                 |                  | Growing Up              |
| "You Know (Rock version)" (있잖아) | 2009 | —                        | —                        | —                        | —                        | —                        |                          | —                                 |                  | Growing Up              |
| "Marshmallow" (feat. Zico) | 2009 | 39                       | —                        | —                        | —                        | —                        |                          | —                                 |                  | IU...IM                 |
| "Nagging" (잔소리) (feat.Lim Seulong) | 2010 | 1                        | —                        | —                        | —                        | —                        |                          | - HQ: 4,126,000                   |                  | I□U                     |
| "Good Day" (좋은 날) | 2010 | 1                        | —                        | —                        | —                        | —                        |                          | - HQ: 4,776,000                   |                  | Real                    |
| "Only I Didn't Know" (나만 몰랐던 이야기) | 2011 | 1                        | —                        | —                        | —                        | —                        |                          | - HQ: 2,932,798 - HQ: 23,500 (CD) |                  | I□U                     |
| "Ice Flower" (얼음꽃) (feat.Yuna Kim) | 2011 | 8                        | —                        | —                        | —                        | —                        |                          | - HQ: 1,733,000                   | Non-album single |                         |
| "You and I" (너랑 나) | 2011 | 1                        | 1                        | —                        | —                        | 3                        |                          | - HQ: 6,065,000                   |                  | Last Fantasy            |
| "Good Day" | 2012 | —                        | —                        | 6                        | 5                        | —                        |                          | - NB: 31,000                      | Non-album single |                         |
| "Peach" (복숭아) | 2012 | 2                        | 3                        | —                        | —                        | 24                       |                          | - HQ: 1,384,000                   |                  | Smash Hits              |
| "Every End of the Day" (하루 끝) | 2012 | 1                        | 1                        | —                        | —                        | —                        |                          | - HQ: 34,400 (CD) - HQ: 3,244,314 |                  | Smash Hits              |
| "You and I" | 2012 | —                        | —                        | 5                        | 11                       | —                        |                          | - NB: 20,000                      | Non-album single |                         |
| "Beautiful Dancer" | 2013 | —                        | —                        | —                        | 66                       | —                        |                          | —                                 |                  | Can You Hear Me?        |
| "Monday Afternoon" | 2013 | —                        | 15                       | 27                       | —                        | —                        |                          | - NB: 7,000                       | Non-album single |                         |
| "The Red Shoes" (분홍신) | 2013 | 1                        | 1                        | —                        | —                        | 19                       |                          | - HQ: 1,481,725                   |                  | Modern Times            |
| "Friday" (금요일에 만나요) (feat.Jang Yi-jeong) | 2013 | 1                        | 1                        | —                        | —                        | —                        |                          | - HQ: 3,130,272                   |                  | Modern Times – Epilogue |
| "My Old Story" (나의 옛날 이야기) (Jo Duk-bae cover) | 2014 | 2                        | 1                        | —                        | —                        | —                        |                          | - HQ: 1,582,308                   |                  | A Flower Bookmark       |
| "Twenty-Three" (스물셋) | 2015 | 1                        | —                        | —                        | —                        | 4                        |                          | - HQ: 1,628,701                   |                  | Chat-Shire              |
| "Through the Night" (밤편지) | 2017 | 1                        | —                        | —                        | —                        | 16                       |                          | - HQ: 2,181,372                   |                  | Palette                 |
| "Can't Love You Anymore" (사랑이 잘) (với Oh Hyuk) | 2017 | 1                        | —                        | —                        | —                        | —                        |                          | - HQ: 1,536,837                   |                  | Palette                 |
| "Palette" (feat. G-Dragon) | 2017 | 1                        | —                        | —                        | —                        | 4                        |                          | - HQ: 1,817,177                   |                  | Palette                 |
| "Autumn Morning" (가을 아침) (Yang Hee-eun cover) | 2017 | 1                        | —                        | —                        | —                        | —                        |                          | - HQ: 1,110,928                   |                  | A Flower Bookmark 2     |
| "Sleepless Rainy Night" (잠 못 드는 밤 비는 내리고) (Kim Gun-mo cover) | 2017 | 4                        | —                        | —                        | —                        | —                        |                          | - HQ: 734,344                     |                  | A Flower Bookmark 2     |
| "—" cho biết album không lọt vào bảng xếp hạng hoặc không được phát hành ở khu vực này. Note: Billboard Korea K-Pop Hot 100 được giới thiệu vào tháng 8 năm 2011 và ngừng hoạt động vào tháng 7 năm 2014 |      |                          |                          |                          |                          |                          |                          |                                   |                  |                         |

### Đĩa đơn với tư cách nghệ sĩ hợp tác
| Tựa đề | Năm  | Peak chart positions | Peak chart positions | Peak chart positions | Doanh số (kỹ thuật số) | Album                                                   |
| Tựa đề | Năm  | HQ Gaon              | HQ Hot               | US World             | Doanh số (kỹ thuật số) | Album                                                   |
| --- | ---- | -------------------- | -------------------- | -------------------- | ---------------------- | ------------------------------------------------------- |
| "It's First Love" (첫사랑이죠) (Na Yoon-kwon feat.IU) | 2010 | 3                    | —                    | —                    | - HQ: 1,290,000        | non-album single                                        |
| "I Believe in Love" (사랑을 믿어요) (Yoo Seung-ho feat.IU) | 2010 | 11                   | —                    | —                    | - HQ: 1,010,000        | Road for Hope                                           |
| "It's You" (그대네요) (Sung Si-kyung feat.IU) | 2010 | 1                    | —                    | —                    | - HQ: 1,975,728        | The First                                               |
| "Sea of Moonlight" (달빛바다) (Fiestar feat.IU) | 2012 | 12                   | 10                   | —                    | - HQ: 1,004,000        | LOEN TREE Summer Story                                  |
| "Not Spring, Love, or Cherry Blossoms" (봄, 사랑, 벚꽃 말고) (High4 feat. IU) | 2014 | 1                    | 1                    | 21                   | - HQ: 2,763,793        | Hi High                                                 |
| "Summer Love" (애타는 마음) (Ulala Session feat. IU) | 2014 | 3                    | —                    | —                    | - HQ: 1,085,944        | non-album singles                                       |
| "Sogyeokdong" (Seo Taiji feat.IU) | 2014 | 4                    | —                    | 21                   | - HQ: 706,157          | Quiet Night                                             |
| "When Would It Be" (언제쯤이면) (Yoon Hyun-sang feat.IU) | 2014 | 9                    | —                    | —                    | - HQ: 815,000          | Pianoforte                                              |
| "Leon" (Park Myung-soo feat.IU) | 2015 | 1                    | —                    | 18                   | - HQ: 1,661,825        | Infinite Challenge: Yeongdong Expressway Music Festival |
| "Choice" (결정) (Hyungdon and Daejun feat.IU) | 2016 | 22                   | —                    | —                    | - HQ: 130,098          | non-album singles                                       |
| "Love Story" (연애소설) (Epik High feat.IU) | 2017 | 1                    | 1                    | —                    | - HQ: 840,041          | "We've Done Something Wonderful"                        |
| "—" cho biết album không lọt vào bảng xếp hạng hoặc không được phát hành ở khu vực này. Note: Billboard Korea K-Pop Hot 100 được giới thiệu vào tháng 8 năm 2011 và ngừng hoạt động vào tháng 7 năm 2014 |      |                      |                      |                      |                        |                                                         |

### Soundtracks
| Tựa đề | Năm  | Vị trí xếp hạng cao nhất | Doanh số        | Album             |
| Tựa đề | Năm  | HQ Gaon                  | Doanh số        | Album             |
| --- | ---- | ------------------------ | --------------- | ----------------- |
| "Fifth Finger" (다섯째 손가락) | 2010 | 11                       |                 | 19-Nineteen       |
| "Because I'm a Woman" (여자라서) | 2010 | 6                        | - HQ: 1,478,000 | Road No. 1        |
| "Someday" | 2011 | 1                        | - HQ: 2,210,000 | Dream High        |
| "Hold My Hand" (내 손을 잡아) | 2011 | 2                        | - HQ: 2,032,000 | The Greatest Love |
| "Heart" (마음) | 2015 | 1                        | - HQ: 1,645,169 | The Producers     |
| "—" cho biết album không lọt vào bảng xếp hạng hoặc không được phát hành ở khu vực này. Note: Billboard Korea K-Pop Hot 100 được giới thiệu vào tháng 8 năm 2011 và ngừng hoạt động vào tháng 7 năm 2014 |      |                          |                 |                   |

### Single quảng bá
| Tựa đề                                                                                  | Năm  | Vị trí xếp hạng | Album             |
| Tựa đề                                                                                  | Năm  | NB Hot          | Album             |
| --------------------------------------------------------------------------------------- | ---- | --------------- | ----------------- |
| "Friend" (Anzen Chitai cover)                                                           | 2012 | —               | non-album singles |
| "Aishiteru" (Kourin cover)                                                              | 2012 | —               | non-album singles |
| "The Age of the Cathedrals"                                                             | 2013 | —               | Can You Hear Me?  |
| "New World"                                                                             | 2013 | 76              | Can You Hear Me?  |
| "—" cho biết album không lọt vào bảng xếp hạng hoặc không được phát hành ở khu vực này. |      |                 |                   |

## Các bài hát được xếp hạng khác
| Tựa đề | Bài hát | Vị trí xếp hạng cao nhất | Vị trí xếp hạng cao nhất | Doanh số (kỹ thuật số) | Album                       |
| Tựa đề | Bài hát | HQ Gaon                  | HQ Hot                   | Doanh số (kỹ thuật số) | Album                       |
| --- | ------- | ------------------------ | ------------------------ | ---------------------- | --------------------------- |
| "Taking a Train" | 2009    | —                        | —                        | —                      | IU...IM                     |
| "Rain Drop" (Wheesung cover) | 2010    | 74                       | —                        | - HQ: 206,934          | Nagging (single)            |
| "Merry Christmas in Advance" (feat. Thunder) | 2010    | 7                        | 17                       | - HQ: 1,040,741        | Real                        |
| "This Is Not What I Thought" | 2010    | 9                        | —                        | —                      | Real                        |
| "The Night of the First Breakup" | 2010    | 20                       | —                        | —                      | Real                        |
| "The Thing I Do Slowly" | 2010    | 21                       | —                        | —                      | Real                        |
| "Alone in the Room" | 2010    | 27                       | —                        | —                      | Real                        |
| "Good Day (Instrumental)" | 2010    | 193                      | —                        | —                      | Real                        |
| "I Know" (Seungri feat. IU) | 2011    | 42                       | —                        | —                      | V.V.I.P                     |
| "Cruel Fairytale" | 2011    | 8                        | —                        | - HQ: 1,051,000        | Real+                       |
| "Secret" | 2011    | 2                        | 5                        | - HQ: 2,046,000        | Last Fantasy                |
| "Sleeping Prince of the Woods" (feat. Yoon Sang; Halo cover) | 2011    | 3                        | 9                        | - HQ: 1,245,000        | Last Fantasy                |
| "Uncle" (feat. Lee Juck) | 2011    | 4                        | 8                        | - HQ: 1,755,709        | Last Fantasy                |
| "A Child Searching for Stars" (feat. Kim Kwang-jin) | 2011    | 6                        | 12                       | - HQ: 1,078,000        | Last Fantasy                |
| "Wallpaper Patterns" | 2011    | 7                        | 15                       | - HQ: 953,000          | Last Fantasy                |
| "Wisdom Tooth" | 2011    | 8                        | 19                       | - HQ: 953,000          | Last Fantasy                |
| "Teacher" (feat. Ra.D) | 2011    | 9                        | 25                       | - HQ: 844,000+         | Last Fantasy                |
| "Everything's Alright" (feat. Kim Hyeon-cheol) | 2011    | 11                       | 24                       | - HQ: 847,000          | Last Fantasy                |
| "Last Fantasy" | 2011    | 12                       | 27                       | - HQ: 779,000          | Last Fantasy                |
| "4AM" | 2011    | 13                       | 32                       | - HQ: 728,000          | Last Fantasy                |
| "A Stray Puppy" | 2011    | 17                       | 40                       | - HQ: 665,000          | Last Fantasy                |
| "L'amant" | 2011    | 19                       | 49                       | - HQ: 576,000          | Last Fantasy                |
| "I Really Don't Like Her" | 2012    | 15                       | 12                       | - HQ: 700,000          | Spring of a Twenty Year Old |
| "Like You" (Wanted feat. IU) | 2012    | 9                        | 14                       | - HQ: 945,000          | Vintage                     |
| "Everybody Has Secrets" (feat. Gain của Brown Eyed Girls) | 2013    | 2                        | 3                        | - HQ: 573,315          | Modern Times                |
| "Love of B" | 2013    | 3                        | 7                        | - HQ: 428,808          | Modern Times                |
| "Between the Lips (50cm)" | 2013    | 4                        | 5                        | - HQ: 436,249          | Modern Times                |
| "A Gloomy Clock" (feat. Jonghyun của Shinee) | 2013    | 6                        | 11                       | - HQ: 405,520          | Modern Times                |
| "Modern Times" | 2013    | 7                        | 10                       | - HQ: 424,678          | Modern Times                |
| "Bad Day" | 2013    | 8                        | 14                       | - HQ: 342,058          | Modern Times                |
| "Obliviate" | 2013    | 11                       | 23                       | - HQ: 277,739          | Modern Times                |
| "Daydream" (feat. Yang Hee-eun) | 2013    | 12                       | 15                       | - HQ: 267,560          | Modern Times                |
| "Havana" | 2013    | 13                       | 29                       | - HQ: 220,376          | Modern Times                |
| "Walk with Me, Girl" (feat.Choi Baek-ho) | 2013    | 14                       | 26                       | - HQ: 211,360          | Modern Times                |
| "Wait" | 2013    | 17                       | 41                       | - HQ: 188,745          | Modern Times                |
| "Voice Mail (Korean version)" | 2013    | 18                       | 28                       | - HQ: 188,000          | Modern Times                |
| "Pastel Crayon" (từ Bel Ami) | 2013    | 39                       | 27                       | - HQ: 98,476           | Modern Times – Epilogue     |
| "The Meaning of You" (feat. Kim Chang-wan; Sanulrim cover) | 2014    | 3                        | 2                        | - HQ: 2,740,595        | A Flower Bookmark           |
| "When Love Passes By" (Lee Moon-se cover) | 2014    | 4                        | 3                        | - HQ: 782,000          | A Flower Bookmark           |
| "Pierrot Smiles at Us" (Kim Wan-sun cover) | 2014    | 8                        | 10                       | - HQ: 499,054          | A Flower Bookmark           |
| "Dreams in Summer Night" (Kim Hyun-sik cover) | 2014    | 12                       | 12                       | - HQ: 465,318          | A Flower Bookmark           |
| "Flower" (Kim Kwang-seok cover) | 2014    | 14                       | 13                       | - HQ: 353,253          | A Flower Bookmark           |
| "Boom Ladi Dadi" (feat. Clon; Clon cover) | 2014    | 16                       | 14                       | - HQ: 303,359          | A Flower Bookmark           |
| "Sing for Me" (god feat. IU) | 2014    | 9                        | —                        | - HQ: 339,899          | Chapter 8                   |
| "The Shower" | 2015    | 2                        | —                        | - HQ: 1,020,265        | Chat-Shire                  |
| "Shoes" | 2015    | 5                        | —                        | - HQ: 578,505          | Chat-Shire                  |
| "Knees" | 2015    | 5                        | —                        | - HQ: 730,323          | Chat-Shire                  |
| "Zezé" | 2015    | 8                        | —                        | - HQ: 796,704          | Chat-Shire                  |
| "Red Queen" (feat. Zion.T) | 2015    | 10                       | —                        | - HQ: 427,439          | Chat-Shire                  |
| "Glasses" | 2015    | 13                       | —                        | - HQ: 362,363          | Chat-Shire                  |
| "Ending Scene" | 2017    | 3                        | —                        | - HQ: 932,186          | Palette                     |
| "Dlwlrma" | 2017    | 5                        | —                        | - HQ: 959,717          | Palette                     |
| "Jam Jam" | 2017    | 7                        | —                        | - HQ: 461,247          | Palette                     |
| "Dear Name" | 2017    | 9                        | —                        | - HQ: 506,965          | Palette                     |
| "Black Out" | 2017    | 14                       | —                        | - HQ: 283,532          | Palette                     |
| "Full-Stop" | 2017    | 16                       | —                        | - HQ: 246,926          | Palette                     |
| "Love Alone" | 2017    | 19                       | —                        | - HQ: 201,511          | Palette                     |
| "Secret Garden" | 2017    | 10                       | —                        | - HQ: 466,059          | A Flower Bookmark 2         |
| "Every Day with You" | 2017    | 12                       | —                        | - HQ: 325,396          | A Flower Bookmark 2         |
| "Last Night Story" | 2017    | 15                       | —                        | - HQ: 301,981          | A Flower Bookmark 2         |
| "By the Stream" | 2017    | 19                       | —                        | - HQ: 178,956          | A Flower Bookmark 2         |
| "—" cho biết album không lọt vào bảng xếp hạng hoặc không được phát hành ở khu vực này. Note: Billboard Korea K-Pop Hot 100 được giới thiệu vào tháng 8 năm 2011 và ngừng hoạt động vào tháng 7 năm 2014 |         |                          |                          |                        |                             |

## Sự tham gia khác
| Bài hát                                           | Năm  | Ca sĩ khác                                      | Album                               |
| ------------------------------------------------- | ---- | ----------------------------------------------- | ----------------------------------- |
| "You Are Always Like That"                        | 2009 | Strike Love                                     |                                     |
| "All You Need Is Love" (The Beatles cover)        | 2009 | Zitten và Ran                                   | MBC Music Travel LaLaLa Live Vol. 5 |
| "I Don't Know About Love Yet" (Lee Ji-yeon cover) | 2009 |                                                 | MBC Music Travel LaLaLa Live Vol. 5 |
| "Suga Luv"                                        | 2009 | Bizniz                                          | Non-album song                      |
| "Mon-Tue-Wed-Thu Fri-Sat-Sun"                     | 2009 | Suho                                            | Dayz                                |
| "I Hope"                                          | 2009 | Mighty Mouth                                    | Love Class                          |
| "247"                                             | 2009 | The Three Views                                 | The Three Views: Part 3             |
| "Araro"                                           | 2009 | Queen Seondeok                                  |                                     |
| "You Are Stunning"                                | 2009 | Run                                             | Face-Off                            |
| "Danny Boy"                                       | 2009 | Paradise                                        |                                     |
| "My Dream Is to Be a Patissiere"                  | 2010 | Non-album song                                  |                                     |
| "Why"                                             | 2010 | Supreme Team, Young-jun                         | Ames Room                           |
| "Gift"                                            | 2010 | various artists                                 | Road for Hope                       |
| "Let's Go"                                        | 2010 | various artists                                 | Non-album song                      |
| "Alicia"                                          | 2011 |                                                 | Non-album song                      |
| "Suga Luv (Valentine Mix)"                        | 2011 | Bizniz                                          | The Brand New                       |
| "I Hoppin U"                                      | 2011 | Non-album song                                  |                                     |
| "Let's Catch the Bus"                             | 2011 | Non-album song                                  |                                     |
| "Melody of the Wind"                              | 2011 | Leafie, A Hen into the Wild                     |                                     |
| "Memories of the Sea"                             | 2011 | Non-album song                                  |                                     |
| "Stranded (Korean version)"                       | 2012 | A Turtle's Tale 2: Sammy's Escape from Paradise |                                     |
| "Atreia"                                          | 2012 | Non-album song                                  |                                     |
| "Beautiful Song"                                  | 2013 | Jo Jung-suk                                     | You're the Best, Lee Soon-shin      |
| "Take Care of My Dad"                             | 2015 | Non-album song                                  |                                     |

## Liên kết khác
- Official Korean website Lưu trữ ngày 17 tháng 3 năm 2015 tại Wayback Machine
- Official Japanese website Lưu trữ ngày 20 tháng 9 năm 2013 tại Wayback Machine